# Al Jarreau
Al Jarreau   (Milwaukee, 12 de març de 1940 - Los Angeles, 12 de febrer de 2017) Alwin Lopez "Al" Jarreau fou un cantant i músic estatunidenc. Jarreau va rebre un total de set Premis Grammy i més de dotze nominacions. Jarreau és potser més conegut pel seu àlbum de 1981 Breakin' Away, per haver interpretat el tema principal de la sèrie televisiva dels anys 1980 Moonlighting, i com a intèrpret, el 1985, en la cançó solidària We Are the World (USA for Africa).

## Biografia

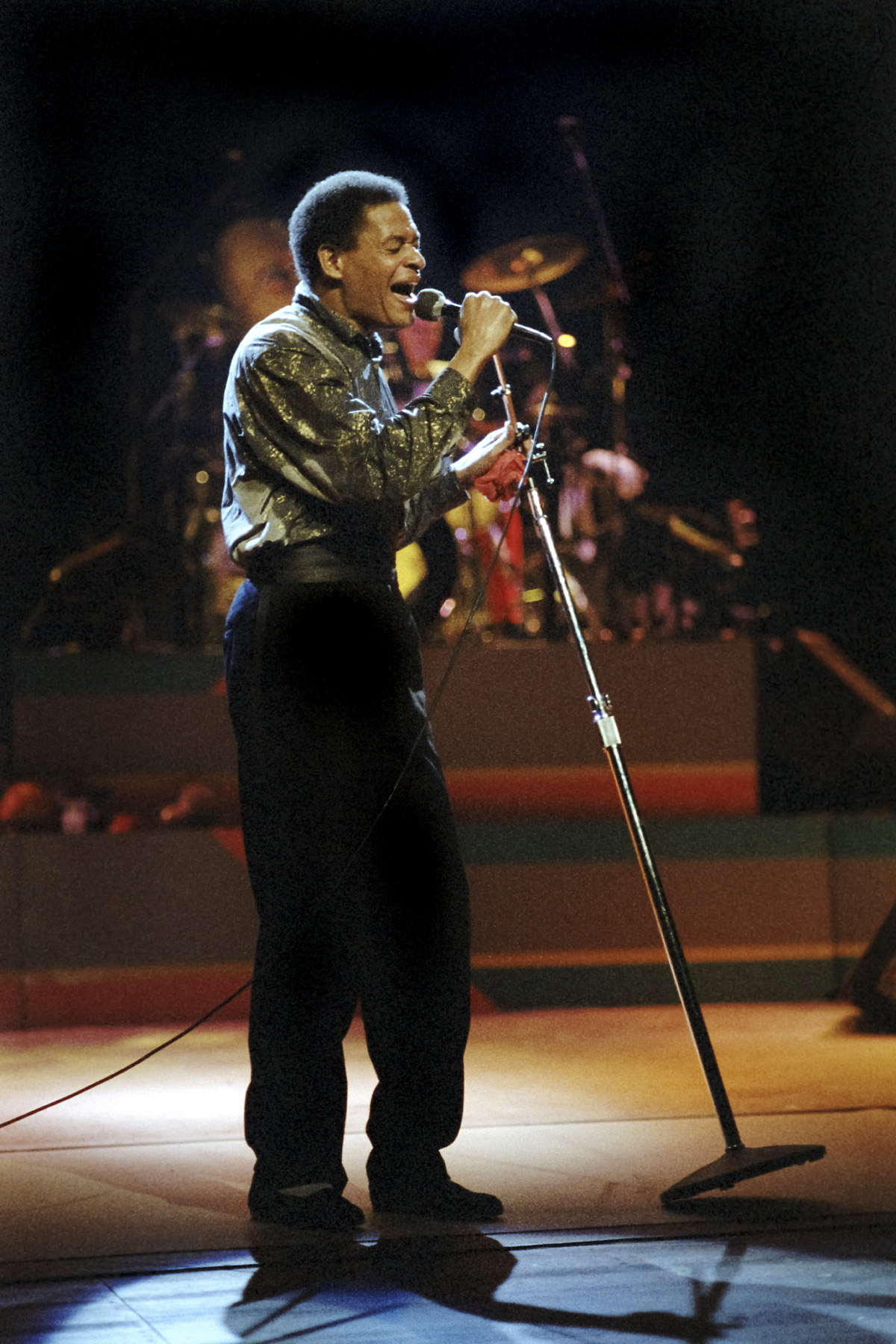
Jarreau En concert a Berlín d'ICC, 1986.

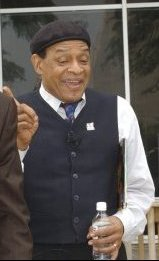
Al Jarreau en un esdeveniment del Departament d'Educació el 25 d'agost de 2004.

Jarreau va néixer a Milwaukee, Wisconsin; era el cinquè de sis germans. La seva pàgina web parla de l'Avinguda Reservoir, el nom del carrer on va viure. El pare de Jarreau era capellà dels Adventistes del setè dia i cantant, i la seva mare era pianista d'església. Jarreau i la seva família van cantar junts en concerts d'església i de beneficència, i la seva mare i ell actuaven en reunions de l'associació de famílies de l'escola.
Jarreau es va graduar el 1962 amb un grau de psicologia; a la universitat formava part d'un grup que es deien els "Indigos". Es va llicenciar en psiciologia, i va cursar després un grau en mestre en rehabilitació de la Universitat d'Iowa. Va treballar com a conseller en rehabilitació a San Francisco, alhora que actuava amb un trio de jazz liderat per George Duke. El 1967, Jarreau es va ajuntar amb el guitarrista acústic Julio Martinez. El duo va esdevenir l'atracció estrella en un petit club a Sausalito anomenat Gatsby. Aquest èxit va contribuir a la decisió de Jarreau de dedicar-se professionalment a cantar.

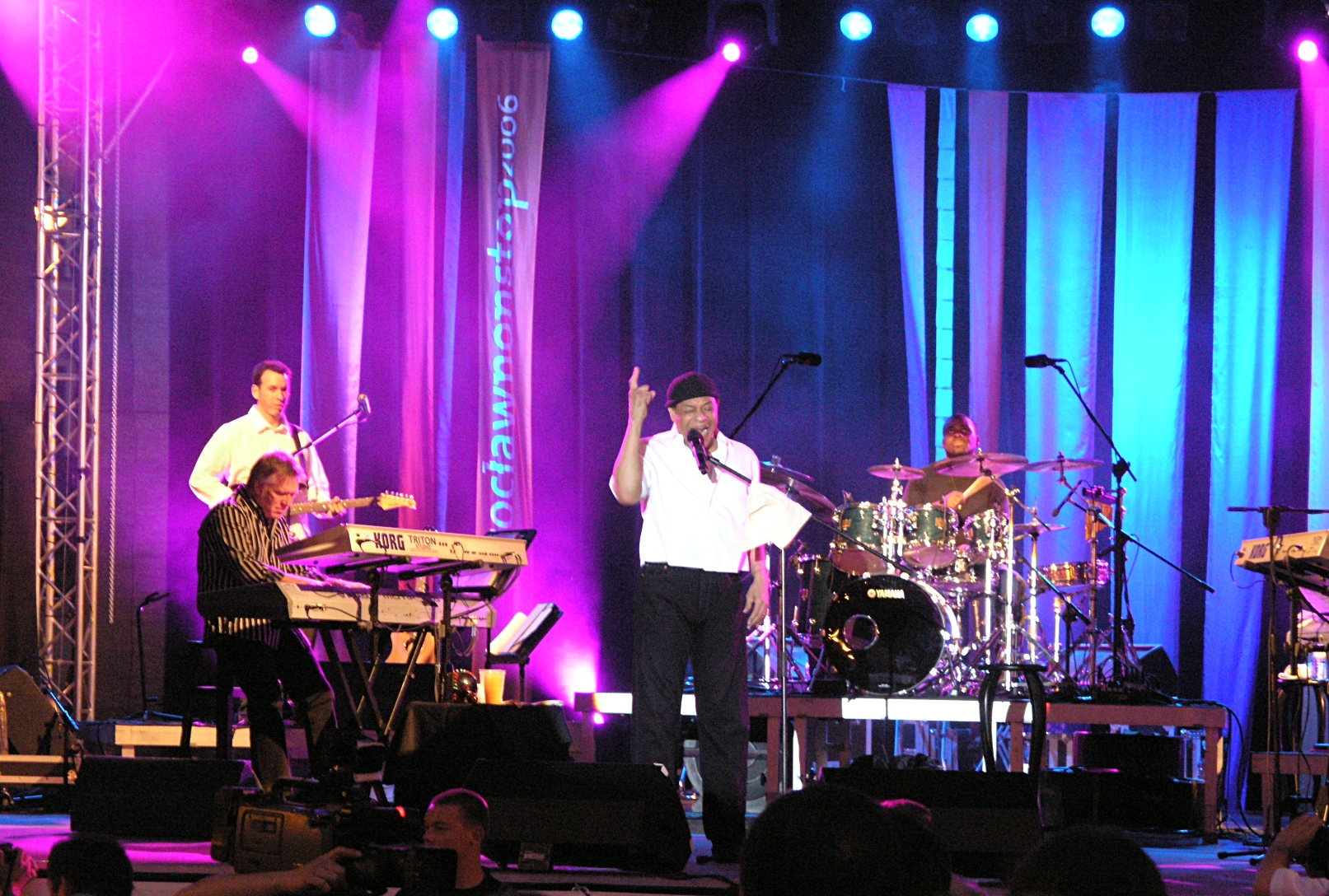
Jarreau a Wrocław, Polònia; 25 de juny de 2006.

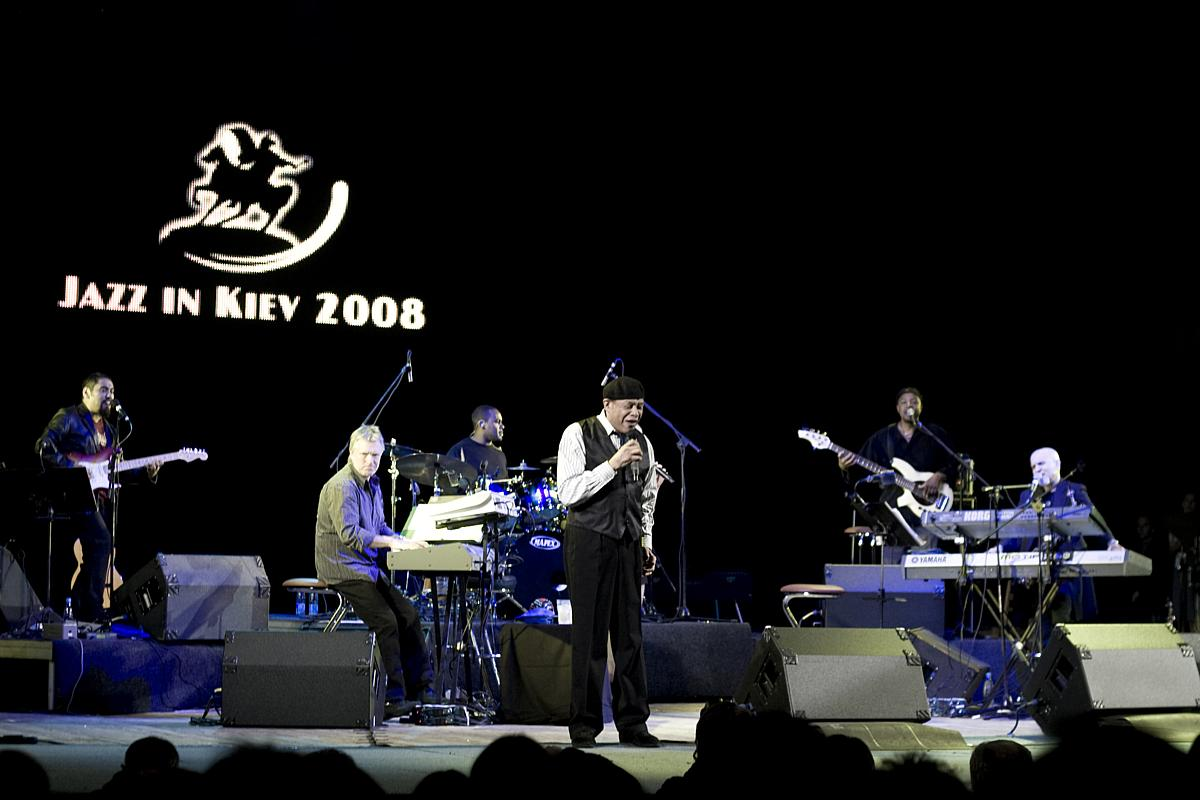
Jarreau headlining "Jazz en Kiev 2008" festival.

## Discografia

### Discografia

#### Àlbums d'estudi
- 1975: We Got By (Reprise) US# 209
- 1976: Glow (Reprise) – US# 132, Top R&B Albums No. 30, Jazz# 9
- 1978: All Fly Home (Warner Bros.) – US# 78, Top R&B Albums# 27, Jazz# 2
- 1980: This Time (Warner Bros.) – US# 27, Top R&B Albums# 6, Jazz# 1
- 1981: Breakin' Away (Warner Bros.) – US# 9, Top R&B Albums# 1, Jazz# 1, UK# 60
- 1983: Jarreau (Warner Bros.) – US# 13, Top R&B Albums# 4, Jazz# 1, UK# 39
- 1984: High Crime (Warner Bros.) – US# 49, Top R&B Albums# 12, Jazz# 2, UK# 81
- 1985: 1965 (Bainbridge Records, registrat cap el 1965 i originalment titulat My Favourite Things - Circa 1965)[6]
- 1986: L Is for Lover (Warner Bros.) – US# 81, Top R&B Albums# 30, Jazz# 9, UK# 45
- 1988: Heart's Horizon (Reprise) – US# 75, Top R&B Albums# 10, Jazz# 1
- 1992: Heaven and Earth (Warner Bros.) – US# 105, Top R&B Albums# 30, Jazz# 2
- 2000: Tomorrow Today (Verve) – US# 137, Top R&B Albums# 43, Jazz# 1
- 2002: All I Got (Verve) – US# 137, Top R&B Albums# 43, Jazz# 3
- 2004: Accentuate the Positive (Verve) – Jazz# 6
- 2006: Givin' It Up (amb George Benson) (Concord) – US# 58, Top R&B Albums# 14, Jazz# 1
- 2008: Christmas (Rhino) – Jazz# 5[7]
- 2014: My Old Friend: Celebrating George Duke (Concord)[8]

#### Àlbums en directe
- 1977: Look to the rainbow. (Warner Bros.) – ENS# 49, R&B# 19, Jazz# 5
- 1984: In London (Warner Bros.) – ENS# 125, R&B# 55, Jazz# 10. De vegades titulat Live in London.
- 1994: Tenderness (Warner Bros.) ENS# 114, R&B# 25, Jazz# 2. Enregistrat en viu en un estudi davant d'una audiència convidada.
- 2012: Al Jarreau i The Metropole Orkest: LIVE (Concord)
- 2011: Al Jarreau i George Duke Trio: Live At The Half/Note 1965, Volum 1 (BPM Records).[9]

#### Recopilacions
- 1996: Best of Al Jarreau (Warner Bros.) – Jazz Cap. 8
- 2008: Love Songs (Rinoceront)
- 2009: An Excellent Adventure: The Very Best of Al Jarreau (Rhino)[10] (Aquesta recopilació conté una pista inèdita: "Excellent Adventure")
- Després de l'èxit de Jarreau a partir de 1975 van aparèixer moltes recopilacions de les gravacions anteriors, entre 1965 i 1973, que incloïen algunes o totes les cançons següents:

##### Diversos compositors
- "My Favorite Things" (5:02, Hammerstein, Rodgers)
- "Stockholm Sweetnin'" (5:50, Jones)
- "A Sleepin' Bee" (5:52, Arlen, Capote)
- "The Masquerade Is Over" (6:34, Magidson, Wrubel)
- "Sophisticated Lady" (4:14, Ellington, Molins, Parròquia)
- "Joey, Joey, Joey" (3:42, Loesser)

### Singles
- 1976: "Rainbow in Your Eyes" – R&B No. 92
- 1977: "Take Five" – R&B No. 91
- 1978: "Thinkin' About It Too" – R&B No. 55
- 1980: "Distracted" – R&B No. 61
- 1980: "Gimme What You Got" – R&B No. 63
- 1980: "Never Givin' Up" – R&B No. 26
- 1981: "We're in This Love Together" – US No. 15, R&B No. 6, UK No. 55
- 1982: "Breakin' Away" – US No. 43, R&B No. 25
- 1982: "Teach Me Tonight" – US No. 70, R&B No. 51
- 1982: "Your Precious Love", duet amb Randy Crawford – R&B No. 16
- 1982: "Roof Garden" - NL No. 2
- 1983: "Boogie Down" – US No. 77, R&B No. 9, UK No. 63, NL No. 14
- 1983: "Mornin'" – US No. 21, R&B No. 6, UK No. 28, NL No. 16
- 1983: "Trouble in Paradise" – US No. 63, R&B No. 66, UK No. 36
- 1984: "After All" – US No. 69, R&B No. 26
- 1985: "Raging Waters" – R&B No. 42
- 1986: "L Is for Lover" – R&B No. 42
- 1986: "Tell Me What I Gotta Do" – R&B No. 37
- 1986: "The Music of Goodbye" (de Out of Africa), duet amb Melissa Manchester – AC No. 16
- 1987: "Moonlighting" (de Moonlighting) – US No. 23, R&B No. 32, UK No. 8, AC#1
- 1988: "So Good" R&B No. 2
- 1989: "All of My Love" – R&B No. 69
- 1989: "All or Nothing at All" – R&B No. 59
- 1992: "Blue Angel" – R&B No. 74
- 1992: "It's Not Hard to Love You" – R&B No. 36
- 2001: "In My Music" (amb Phife Dawg)[7]

### Inclusions en banda sonora
- 1982: "Girls Know How", de la pel·lícula Torn de nit (Warner Bros)
- 1984: "Moonlightning" i "Since I Fell for You", a la sèrie de televisió Moonlightning (Universal)
- 1984: "Boogie Down", en la pel·lícula Breakin' (Warner Bros)
- 1984: "Million Dollar Baby", de la pel·lícula City Heat (Warner Bros)
- 1986: "The Music of Goodbye", duet amb Melissa Manchester, en la pel·lícula Memòries d'Àfrica (MCA Records)
- 1989: "Never Explain Love", en la pel·lícula Do the Right Thing (Motown)
- 1992: "Blue Skies", en la pel·lícula Glengarry Glen Ross (New Line Cinema)
- 1992: "Heaven Is", en la pel·lícula The Magic Voyage (Zweites Deutsches Fernsehen)

### Aparicions com a convidat
- 1978: "Hot News Blues" a Secret Agent de Chick Corea (Polydor)
- 1979: "Little Sunflower" a Love Connection de Freddie Hubbard (Colúmbia)
- 1983: "Bet Cha Say That to All the Girls" a Bet Cha Say That to All the Girls de Sister Sledge (Cotillion)
- 1985: "We Are the World" a We Are the World (USA for Africa) (Columbia) EUA No. 1, R&B No. 1 Regne Unit No. 1
- 1986: "Since I fell for you" a Double Vision de Bob James & David Sanborn (Warner Bros.)
- 1987: "Day by Day" a City Rhythms de Shakatak
- 1997: "How Can I Help You Say Goodbye" a Doky Brothers 2 de Chris Minh Doky/Niels Lan Doky (Blue Note Records)
- 1997: "Girl from Ipanema" i "Waters of March" a A Twist of Jobim de /Lee Ritenour (GRP)
- 2010: "Whisper Not" a New Time, New Tet de Benny Golson (Concord Jazz)
- 1974: "If I Ever Lose This Heaven" a Body Heat de Quincy Jones (A&M) (Jarreau proporciona fons scat i percussió vocal.)
- 1982: "Your Precious Love (amb Randy Crawford)" a Casino Lights Registrat en viu a Montreux, Suissa (diversos artistes) (Warner Bros.)
- 1998: "Smile and Pierrot (amb Gregor Prächt)" amb la Hollywood Bowl Orchestra, David Benoit, arranjaments de George Duke
- 2006: "Take Five (amb Kurt Elling)" a Legends Of Jazz With Ramsey Lewis Showcase (diversos artistes) (LRS Media)
- 1989: "Somehow Our Love Survives" a Spellbound/Joe Sample (Warner Bros.)

## Premis

### Grammy
| Any Atorgat | Categoria                                                                             | Nominació                                                               | Notes                                               |
| Guanya      | Guanya                                                                                | Guanya                                                                  | Guanya                                              |
| ----------- | ------------------------------------------------------------------------------------- | ----------------------------------------------------------------------- | --------------------------------------------------- |
| 1978        | Millor Actuació Vocal Jazz                                                            | Look to the Rainbow (1977)                                              |                                                     |
| 1979        | Millor Actuació Vocal Jazz                                                            | All Fly Home (1978)                                                     |                                                     |
| 1981        | Millor enregistrament per a nens                                                      | In Harmony: A Sesame Street Record (1980)                               | Juntament amb altres artistes                       |
| 1982        | Millor Actuació Vocal Pop, Home                                                       | Breakin' Away (1981)                                                    |                                                     |
| 1982        | Jazz millor Actuació Vocal, Home                                                      | "(Round, Round, Round) Blue Rondo à la Turk" (1981)                     |                                                     |
| 1993        | Millor Actuació Vocal R&B, Home                                                       | Heaven and Earth (1992)                                                 |                                                     |
| 2007        | Millor Actuació Vocal R&B Tradicional                                                 | "God Bless the Child" (2006)                                            | Juntament amb George Benson i Jill Scott            |
| Nominacions |                                                                                       |                                                                         |                                                     |
| 1981        | Millor Actuació R&B Vocal, Home                                                       | "Never Givin' Up" (1980)                                                |                                                     |
| 1982        | Àlbum de l'Any                                                                        | Breakin' Away (1981)                                                    | Juntament amb Jay Graydon                           |
| 1984        | Productor de l'Any (No-Clàssic)                                                       | Jarreau (1983)                                                          | Per Jay Graydon                                     |
| 1984        | Millor Enginyeria musical en un àlbum de música no clàssica                           | Jarreau (1983)                                                          | Per Jay Graydon, Ian Eales i Eric Prestis           |
| 1984        | Millor arranjament instrumental amb acompanyament vocal(s)                            | "Mornin'" (1983)                                                        | Per David Adoptiu, Jay Graydon i Jeremy Lubbock     |
| 1984        | Millor arranjament instrumental amb acompanyament vocal(s)                            | "Step by Step" (1983)                                                   | Juntament amb Tom Canning, Jay Graydon i Jerry Hola |
| 1985        | Millor Actuació R&B per un Duo o Grup amb Vocal                                       | "Edgartown Groove" (1984)                                               | Juntament amb Kashif                                |
| 1986        | Millor Actuació Vocal R&B, Home                                                       | High Crime (1984)                                                       |                                                     |
| 1987        | Millor Actuació Vocal R&B, Home                                                       | "Since I Fell for You" (1986)                                           |                                                     |
| 1988        | Millor Actuació Vocal Pop, Home                                                       | "Moonlighting" (1987) de la sèrie de la televisió del mateix nom (1987) |                                                     |
| 1988        | Millor cançó escrita específicament per una pel·lícula cinematogràfica o de televisió | "Moonlighting" (1987) de la sèrie de la televisió del mateix nom (1987) | Juntament amb Lee Holdridge                         |
| 1990        | Millor Actuació Vocal R&B, Home                                                       | Heart's Horizon (1988)                                                  |                                                     |
| 1995        | Millor Actuació Vocal R&B, Home                                                       | "Wait for the Magic" (1994)                                             |                                                     |
| 2005        | Millor Àlbum Vocal Jazz                                                               | Accentuate The Positive (2004)                                          |                                                     |
| 2007        | Millor Actuació Vocal R&B per un Duo o Grup                                           | "Breezin'" (2006)                                                       | Juntament amb George Benson                         |
| 2013        | Millor Àlbum Vocal Jazz                                                               | Live (2012)                                                             | Juntament amb El Metropole Orkest                   |
| 2013        | Millor Arranjament Instrumental Vocalista Acompanyant(s)                              | "Spain (I Can Recall)" (2012)                                           | Per Vince Mendoza                                   |
| 2013        | Millor àlbum per a nens                                                               | JumpinJazz Kids - A Swinging Jungle Tale (2012)                         | Juntament amb James Murray i altres artistes        |

### Saló de la Fama
| Any                                        | Premi                                  |
| ------------------------------------------ | -------------------------------------- |
| 2001                                       | Hollywood Walk of Fame                 |
| 2012 Arxivat 2012-12-09 a Wayback Machine. | SoulMusic Hall of Fame a SoulMusic.com |

### Doctorats Honoris Causa
| Any  | Grau                                  | Universitari                       |
| ---- | ------------------------------------- | ---------------------------------- |
| 1991 | Doctorat Honoris Causa de Música      | Berklee College of Music           |
| 2004 | Doctorat Honoris Causa en Belles Arts | Universitat de Wisconsin–Milwaukee |